# Trại Họp bạn Hướng đạo Thế giới lần thứ 3

Hoạt họa trong tạp chí Punch, xuất bản năm 1929 cho Trại Họp bạn Hướng đạo Thế giới lần thứ 3

Trại Họp bạn Hướng đạo Thế giới lần thứ 3 (3rd World Scout Jamboree) được tổ chức năm 1929 tại Upton, Vương quốc Anh. Nó kỷ niệm sinh nhật lần thứ 21 sách Hướng đạo cho nam và phong trào Hướng đạo, nó cũng được biết với tên gọi là "Thời đại đang đến" (Coming of Age). Với khoảng 50.000 Hướng đạo sinh và trên 300.000 quan khách đến tham dự, Trại Họp bạn này là trại họp bạn lớn chưa từng có từ trước cho đến bây giờ trong năm 2007.

## Chi tiết tổ chức
Được tổ chức từ ngày 29 tháng 7 đến ngày 12 tháng 8 năm 1929 tại Upton, Vương quốc Anh. Trại Họp bạn Hướng đạo này kỷ niệm sinh nhật lần thứ 21 phong trào Hướng đạo, tính từ ngày xuất bản sách Hướng đạo cho nam bởi Robert Baden-Powell. Vì thế nó còn được biết với tên "Thời đại đang đến".
Trại Họp bạn trên một khu đất rộng 450 mẫu Anh được khai mạc bởi Hoàng tử Arthur, Công tước Connaught kiêm chủ tịch Hội Nam Hướng đạo, và 50.000 nam nữ Hướng đạo sinh của nhiều quốc gia đến tham dự. Suốt tuần đầu tiên thời tiết xấu, làm cho cỏ công viên biến thành đất bùn lên đến mắc cá chân và vì vậy Trại Họp bạn này được một cái tục danh là "Trại Họp bạn bùn" (jamboree of mud).
Trại được chia thành 8 tiểu trại (subcamp), vây xung quanh một khu phố được xây đặc biệt nằm ở giữa gọi là "Giữa đường" (Midway), nơi Hướng đạo sinh có thể mua các vật dụng. Mỗi tiểu trại có chỗ cắm lều và sinh hoạt cho nhiều đội Hướng đạo. Tổ chức các công việc lặt vặc như nấu ăn, thu nhặt củi đốt cho lửa trại,...được các nhóm thay phiên nhau.
Các nữ Hướng đạo sinh tại Cheshire được yêu cầu điều hành một bệnh viện dưới một lều vải lớn. Có 321 trường hợp nhập viện và 2323 trường hợp bệnh nhân ngoại trú suốt trại hợp bạn. Chỉ 52 trường hợp là phải đưa đi các bệnh viện khác. Đội nhân viên giải quyết với những vấn đề như vết cắt nhỏ, phỏng, trẹo xương và bị thương đầu. Hai nữ trưởng Hướng đạo điều hành một trạm phát thuốc cung cấp cả thuốc có toa và không toa bác sĩ. Cũng có một phòng nha và một kịch trường hoạt động. Căn tin của bệnh viện cung cấp thức ăn cho bệnh nhân và ban nhân viên 50 người, gồm có nhiều loại món ăn kiệng đặc biệt. Nhân viên cũng được yêu cầu giữ trẻ thất lạc sau cuộc diễn hành của "sói con" (là các em bé trong ngành Ấu khoảng 7 đến 10 tuổi gọi là Wolf Cub). Bệnh viện cũng hân hạnh được yêu cầu cung cấp đồ ngũ và trang bị cho lều Thái tử xứ Wales. Bệnh viện này có hiệu quả rất xa đến nổi nhiều xếp của các phong trào nam Hướng đạo từ các nước khác thấy được công việc tuyệt vời của các nữ Hướng đạo và thay đổi thái độ của họ về nữ Hướng đạo.

## Các sự kiện suốt trại họp bạn
Baden-Powell được Vua George V phong tước như được thông báo vào ngày 2 tháng 8 bởi Thái tử xứ Wales người đến tham dự Trại Họp bạn với đồng phục Hướng đạo. Tước hiệu chính thức Huân tước Baden-Powell, của Gilwell, co. Essex được trao vào ngày 17 tháng 9 năm 1929, thừa nhận ý niệm cao cả mà Baden-Powell đã đóng góp vào giáo dục và đào tạo tại Công viên Gilwell nơi có lớp huấn luyện Bằng Rừng cho các huynh trưởng Hướng đạo quốc tế được tổ chức.
Trong buổi sáng chủ nhật ngày 4 tháng 8, một buổi cầu nguyện tạ ơn ngoài trời được tổ chức và chủ trì bởi Cosmo Lang, Tổng Giám mục của Canterbury, và Francis Bourne, Tổng Giám mục của Westminster, cho các Hướng đạo sinh Tin Lành và Công giáo; và sau đó trong ngày có một buổi lễ được tổ chức tại Nhà thờ Liverpool.
Ngày 10 tháng 8, Hướng đạo trưởng Ngài Robert Baden-Powell được lưu ý đặc biệt. Thay mặt toàn thể Hướng đạo sinh thế giới, ông nhận một chiếc xe hơi Rolls-Royce và một cái toa xe kéo lữ hành. Cái toa xe kéo được đặt tên là Eccles và nay còn được trưng bày tại Công viên Gilwell. Ông cũng nhận một bức tranh sơn dầu của David Jagger. Nó còn được trưng bày tại Ngôi nhà của Baden-Powell. Cuối cùng, Baden-Powell nhận được một chi phiếu giá trị 2.750 bảng Anh và một địa chỉ sáng loáng. Các quà tặng là được đóng góp từng xu của hơn 1 triệu Hướng đạo sinh khắp thế giới vì thế chiếc xe Rolls có biệt danh là Penny Rolls (xe Rolls xu).

## Lễ bế mạc và Mũi tên Vàng
Lễ chia tay vào ngày cuối, 12 tháng 8, gồm có một cuộc diễn hành huy hoàng với cờ và băng đi ngang qua khán đài hoàng gia có Hướng đạo trưởng và các huynh trưởng khác và kết thúc trong một bánh xe hữu nghị được các Hướng đạo sinh đứng tạo thành cùng với 21 đường căm tượng trưng cho 21 năm Hướng đạo. Trong lúc chôn một cái rìu trong một cái thùng chứa các mũi tên cây mạ vàng, Baden-Powell phát biểu với các Hướng đạo sinh.
Đây là cái thùng của chiến tranh, của sự thù nghịch, của ác cảm mà bây giờ tôi chôn nó tại Arrowe. Từ mọi nẻo của thế giới các bạn đến theo lời kêu gọi của tình huynh đệ và đến với Arrowe. Bây giờ tôi đưa các bạn trở về quê hương của các bạn mang theo dấu ấn hòa bình, thiện chí và tình đồng đội đến tất cả các đồng đội Hướng đạo của các bạn. Kể từ đây trong Hướng đạo, dấu ấn hòa bình và thiện chí là một mũi tên vàng. Hãy mang theo mũi tên đó mãi mãi để tất cả biết về tình huynh đệ của con người.
Rồi ông gởi mũi tên vàng như biểu tượng hòa bình đến hướng Bắc, Nam, Tây, và Đông, qua các đường căm của bánh xe Hữu nghị. 
Tôi muốn tất cả các bạn từ đây trở về quốc gia của các bạn, ở mọi nơi khác nhau của thế giới, với một ý tưởng mới trong đầu là các bạn có anh em ở mọi quốc gia...Bắt đầu từ nơi này các bạn là các đại xứ thiện chí và hữu nghị. Mỗi người trong các bạn là Hướng đạo sinh, không phân biệt là trẻ hay nhỏ, có thể truyền đi một lời tốt đẹp về quốc gia này và những người các bạn gặp ở đây. Cố gắng cho mình thành các Hướng đạo sinh thật tốt hơn bao giờ; hãy cố gắng giúp đỡ những bạn khác, nhất là các bạn nghèo, thành các công dân hạnh phúc, mạnh khỏe, và hữu ích giống như các bạn. Và bây giờ, xin tạm biệt, chào tạm biệt, Thượng đế mang phúc lành đến tất cả các bạn.

## Xem bài có liên quan
- Fisher, Claude (1929). The World Jamboree, 1929: the quest for the Golden Arrow (bằng tiếng Anh). The Boy Scouts Association. tr. 151 pages. ASIN B0008D276Y.